# Yoshio Kushida
Yoshio Kushida (串田嘉男, Kushida Yoshio), né le 19 septembre 1957 à Hachiōji, est un sismologue et astronome amateur japonais.
D'après le Centre des planètes mineures, il a codécouvert 56 astéroïdes, dont 49 avec Osamu Muramatsu.
Il a également codécouvert les comètes périodiques 144P/Kushida et 147P/Kushida-Muramatsu.
L'astéroïde (5605) Kushida porte son nom.
Il est le mari de Reiki Kushida.

## Astéroïdes découverts
| (4458) Oizumi[1]                                         | 21 janvier 1990  |
| (4577) Chikako[2]                                        | 30 novembre 1988 |
| (4640) Hara[1]                                           | 1er avril 1989   |
| (4875) Ingalls[3]                                        | 19 février 1991  |
| (5352) Fujita[1]                                         | 27 décembre 1989 |
| (5403) Takachiho[2]                                      | 20 février 1990  |
| (5405) Neverland[1]                                      | 11 avril 1991    |
| (5473) Yamanashi[1]                                      | 5 novembre 1988  |
| (5489) Oberkochen[1]                                     | 17 janvier 1993  |
| (5687) Yamamotoshinobu[1]                                | 13 janvier 1991  |
| (6308) Ebisuzaki[1]                                      | 17 janvier 1990  |
| (6395) Hilliard[1]                                       | 21 octobre 1990  |
| (6405) Komiyama[1]                                       | 30 avril 1992    |
| (6464) Kaburaki[1]                                       | 1er février 1994 |
| (6612) Hachioji[1]                                       | 10 mars 1994     |
| (6643) Morikubo[1]                                       | 7 novembre 1990  |
| (6667) Sannaimura[1]                                     | 14 mars 1994     |
| (6731) Hiei[1]                                           | 24 janvier 1992  |
| (6865) Dunkerley[1]                                      | 2 octobre 1991   |
| (6868) Seiyauyeda[1]                                     | 22 avril 1992    |
| (6915) 1992 HH[1]                                        | 30 avril 1992    |
| (7068) Minowa[1]                                         | 26 novembre 1994 |
| (7421) Kusaka[1]                                         | 30 avril 1992    |
| (7575) Kimuraseiji[1]                                    | 22 décembre 1989 |
| (7765) 1991 AD[1]                                        | 8 janvier 1991   |
| (7775) Taiko[1]                                          | 4 décembre 1992  |
| (7821) 1991 AC[1]                                        | 8 janvier 1991   |
| (7830) Akihikotago[1]                                    | 24 février 1993  |
| (8532) 1992 YW3[1]                                       | 29 décembre 1992 |
| (8691) Etsuko[1]                                         | 21 octobre 1992  |
| (8830) 1988 VZ[2]                                        | 7 novembre 1988  |
| (8876) 1992 WU3[1]                                       | 23 novembre 1992 |
| (9190) Masako[1]                                         | 4 novembre 1991  |
| (9335) 1991 AA1[1]                                       | 10 janvier 1991  |
| (9746) Kazukoichikawa[2]                                 | 7 novembre 1988  |
| (9844) Otani[1]                                          | 23 novembre 1989 |
| (10144) Bernardbigot[1]                                  | 9 janvier 1994   |
| (10566) Zabadak[1]                                       | 14 janvier 1994  |
| (11513) 1991 CE1[1]                                      | 12 février 1991  |
| (11528) Mie[1]                                           | 3 décembre 1991  |
| (12337) 1992 WV3[1]                                      | 24 novembre 1992 |
| (12342) Kudohmichiko[1]                                  | 30 janvier 1993  |
| (12691) 1988 VF2[2]                                      | 7 novembre 1988  |
| (12735) 1991 VV1[1]                                      | 4 novembre 1991  |
| (14902) Miyairi[1]                                       | 17 janvier 1993  |
| (15269) 1990 XF[1]                                       | 8 décembre 1990  |
| (15350) Naganuma[1]                                      | 3 novembre 1994  |
| (15764) 1992 UL8[1]                                      | 31 octobre 1992  |
| (16599) Shorland[1]                                      | 20 janvier 1993  |
| (17558) 1994 AA1[1]                                      | 4 janvier 1994   |
| (17563) Tsuneyoshi[1]                                    | 5 février 1994   |
| (20042) Mortillaro[1]                                    | 15 février 1993  |
| (26829) Sakaihoikuen[2]                                  | 30 novembre 1989 |
| (27791) Masaru[1]                                        | 24 février 1993  |
| (48594) 1994 VA2[1]                                      | 3 novembre 1994  |
| (162011) Konnohmaru[1]                                   | 4 janvier 1994   |
| 1. avec O. Muramatsu 2. avec M. Inoue 3. avec R. Kushida |                  |